# Philip Ambrosius
Philip Ambrosius (* 28. Mai 1993 in Bernburg) ist ein deutscher Handballspieler.

## Karriere
Philip Ambrosius begann das Handballspielen beim SV Anhalt Bernburg, wechselte aber bereits in der B-Jugend 2009 zum SC Magdeburg. Nach der Jugend spielte er für die 2. Mannschaft in der 3. Liga und erhielt vereinzelt Einsatzzeit in der Bundesligamannschaft. 2016 wechselte er zum Zweitliga-Aufsteiger Dessau-Roßlauer HV. 2019 stieg er mit Dessau wieder in die 3. Liga ab. Nach einer Saison in der 3. Liga stiegen sie 2020 wieder in die 2. Bundesliga auf. In der Saison 2022/23 konnte er 361 Paraden verzeichnen und hatte damit den zweitbesten Wert der Saison.

## Privat
Philip Ambrosius hat Maschinenbau studiert.